# Ricigliano
Ricigliano község (comune) Olaszország Campania régiójában, Salerno megyében.

## Fekvése
A megye északkeleti részén fekszik. Határai: Balvano, Muro Lucano, Romagnano al Monte és San Gregorio Magno.

## Története
Első említése a 12. századból származik, bár a régészek szerint egy ókori lucanus település helyén alakult ki. A következő századokban nemesi birtok volt. A 19. században nyerte el önállóságát, amikor a Nápolyi Királyságban felszámolták a feudalizmust.

## Népessége
A népesség számának alakulása:

## Főbb látnivalói
- Hannibal hídja (ókori kőhíd, amelyet a hagyományok szerint a karthágói vezér építtetett, hogy megkönnyítse útját dél felé)
- San Pietro Apostolo-templom
- Santa Caterina-kolostor
- Madonna dell’Incoronata-templom